# João Lourenço

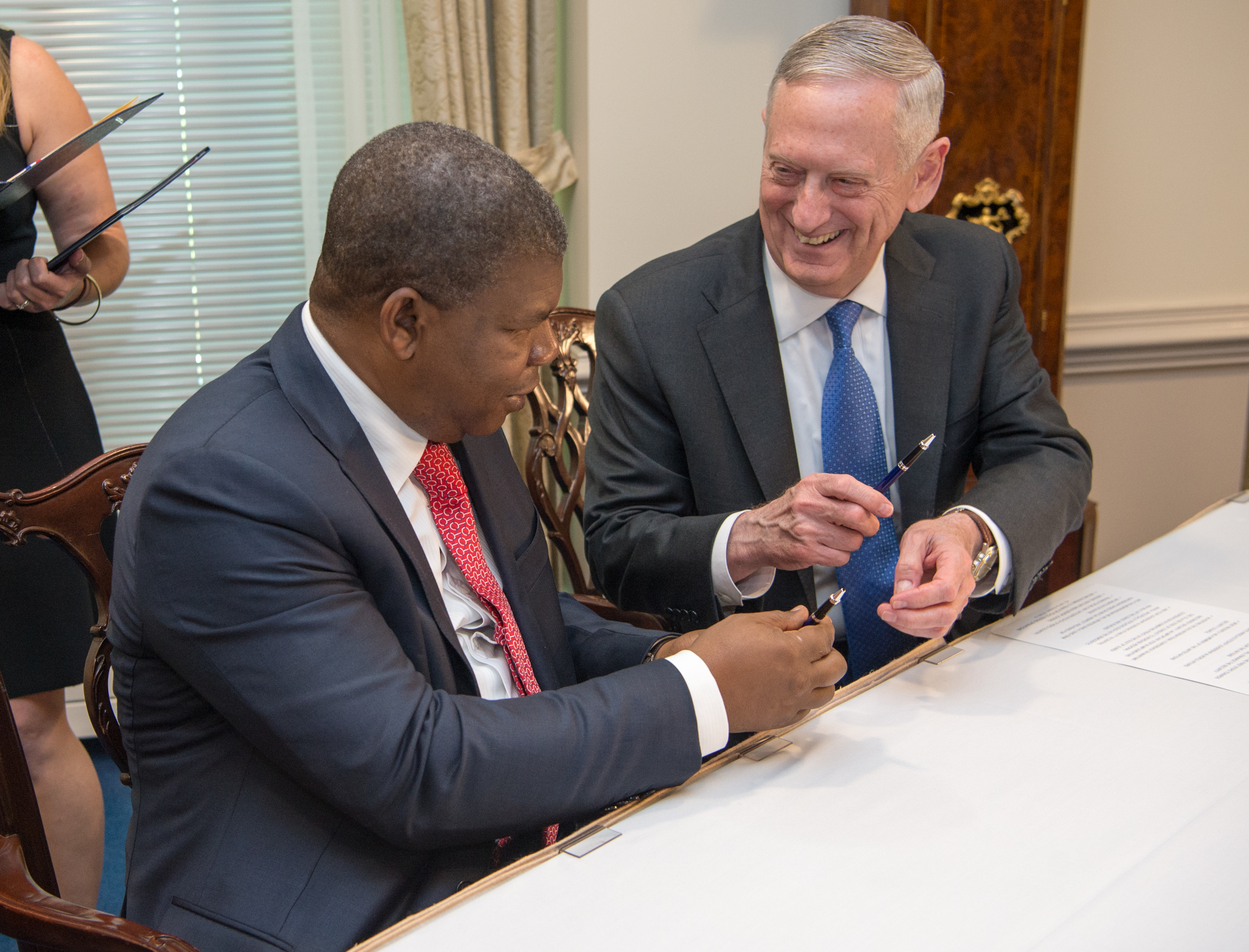
João Lourenço i James Mattis, 17 maja 2017

João Manuel Gonçalves Lourenço (ur. 5 marca 1954 w Lobito) – angolski polityk i wojskowy, wiceprzewodniczący Zgromadzenia Narodowego w latach 2003–2014, minister obrony w latach 2014–2017, prezydent Angoli od 26 września 2017.

## Życiorys
João Lourenço urodził się w 1954 w Lobito jako syn pielęgniarza Sequeiry João Lourenço oraz szwaczki Josefy Gonçalves Cipriano Lourenço. Ukończył szkołę podstawową i średnią w prowincji Bié, po czym kontynuował naukę w Instituto Industrial de Luanda w Luandzie.
W sierpniu 1974, po rewolucji goździków w Portugalii, zaangażował się w walki w czasie wojny o niepodległość Angoli, a następnie w czasie wojny domowej. Walczył w szeregach Ludowego Ruchu Wyzwolenia Angoli (MPLA) oraz jej zbrojnego ramienia, Ludowych Sił Zbrojnych Wyzwolenia Angoli (FAPLA). Uczestniczył w walkach w Kabindzie przeciwko NFLA oraz wojskom zairskim.
W latach 1978–1982 przebywał na szkoleniu wojskowym w ZSRR, gdzie uzyskał tytuł licencjata z historii na Akademii im. Lenina w Moskwie. Od 1982 do 1983 brał udział w działaniach wojskowych w prowincjach Kwanza Południowa, Bié i Huambo. W latach 1983–1986 pełnił funkcję pierwszego sekretarza MPLA i komisarza prowincji Moxico oraz przewodniczącego rady wojskowej w 3. regionie polityczno-wojskowym. W latach 1986–1989 był pierwszym sekretarzem MPLA i komisarzem w prowincji Benguela. Od 1989 do 1990 zajmował stanowisko szefa dyrekcji FAPLA.
Między 1991 a 1998 pełnił funkcję sekretarza ds. informacji w Biurze Politycznym MPLA oraz szefa klubu parlamentarnego MPLA. Od 1998 do 2003 zajmował stanowisko sekretarza generalnego MPLA oraz przewodniczącego komisji konstytucyjnej. Od 2003 do 2014 był wiceprzewodniczącym Zgromadzenia Narodowego. 23 kwietnia 2014 objął stanowisko ministra obrony w rządzie prezydenta José Eduardo dos Santosa.
23 sierpnia 2016 został wybrany wiceprzewodniczącym MPLA. 2 grudnia 2016 kierownictwo partii wybrało go kandydatem MPLA na stanowisko prezydenta Angoli w wyborach parlamentarnych w sierpniu 2017. Przyjęta w 2010 nowa konstytucja kraju zniosła bezpośredni wybór szefa państwa, wprowadzając w zamian wybór lidera krajowej listy wyborczej zwycięskiego ugrupowania na prezydenta przez większość parlamentarną.
João Lourenço jest trzygwiazdkowym generałem w stanie spoczynku. Jest żonaty z Aną Afonso Dias Lourenço, z którą ma sześcioro dzieci. Trenował karate w stylu shōtōkan. Oprócz portugalskiego, zna również język rosyjski, hiszpański i angielski.

## Odznaczenia
- Order Amílcara Cabrala 1 klasy (2022)[6]